# Convención de las Naciones Unidas de Lucha contra la Desertificación
La Convención de las Naciones Unidas de Lucha contra la Desertificación (CNULD, UNCCD por sus siglas en inglés) fue adoptada en París el 17 de junio de 1994 y abierta para su firma el 14 de octubre de 1994. Entró en vigor el 26 de diciembre de 1996. La Conferencia de las Partes (COP, según las siglas en inglés) es el órgano rector supremo de la Convención.
Hace tiempo que la comunidad internacional reconoció que la desertificación era uno de los más graves problemas a escala mundial, abarcando tanto el ámbito económico como el social y el medioambiental. La desertificación afecta a una gran cantidad de países en todo el mundo. En 1977, la Conferencia de las Naciones Unidas sobre la Desertificación (UNCCD, según las siglas en inglés) adoptó el Plan de Acción para Combatir la Desertificación (PACD). Desgraciadamente, a pesar de éste y otros esfuerzos, el Programa de las Naciones Unidas para el Medio Ambiente (PNUMA) admitió en 1991 que el problema de la degradación de la tierra en zonas áridas, semiáridas y secas-subhúmedas secas había empeorado, a pesar de que habían encontrado «ejemplos de mejoras en el ámbito local».
La cuestión acerca de cómo hacer frente al problema de la desertificación fue de nuevo una preocupación primordial en la Conferencia de las Naciones Unidas sobre el Medio Ambiente y el Desarrollo (UNCED según las siglas en inglés), celebrada en Río de Janeiro en 1992. La Conferencia apoyó un nuevo enfoque integrado del problema, enfatizando en la idea de promover un desarrollo sostenible en el ámbito comunitario. Del mismo modo, también se pidió a la Asamblea General de las Naciones Unidas que estableciera un Comité Intergubernamental de Negociación (INCD, según las siglas en inglés) para preparar, en junio de 1994, la Convención para Combatir la Desertificación, particularmente en África. En diciembre de 1992, la Asamblea General aceptó y adoptó la resolución 47/188. La Convención fue adoptada el 17 de junio de 1994 en París y abierta para su firma el 14-15 de octubre de 1994. Entró en vigor el 26 de diciembre de 1996, 90 días después de la recepción de la quincuagésimo ratificación. En la actualidad, la Convención tiene 197 Partes, tras la reciente retirada de Canadá, el 17 de junio de 2020.

## Estados Parte

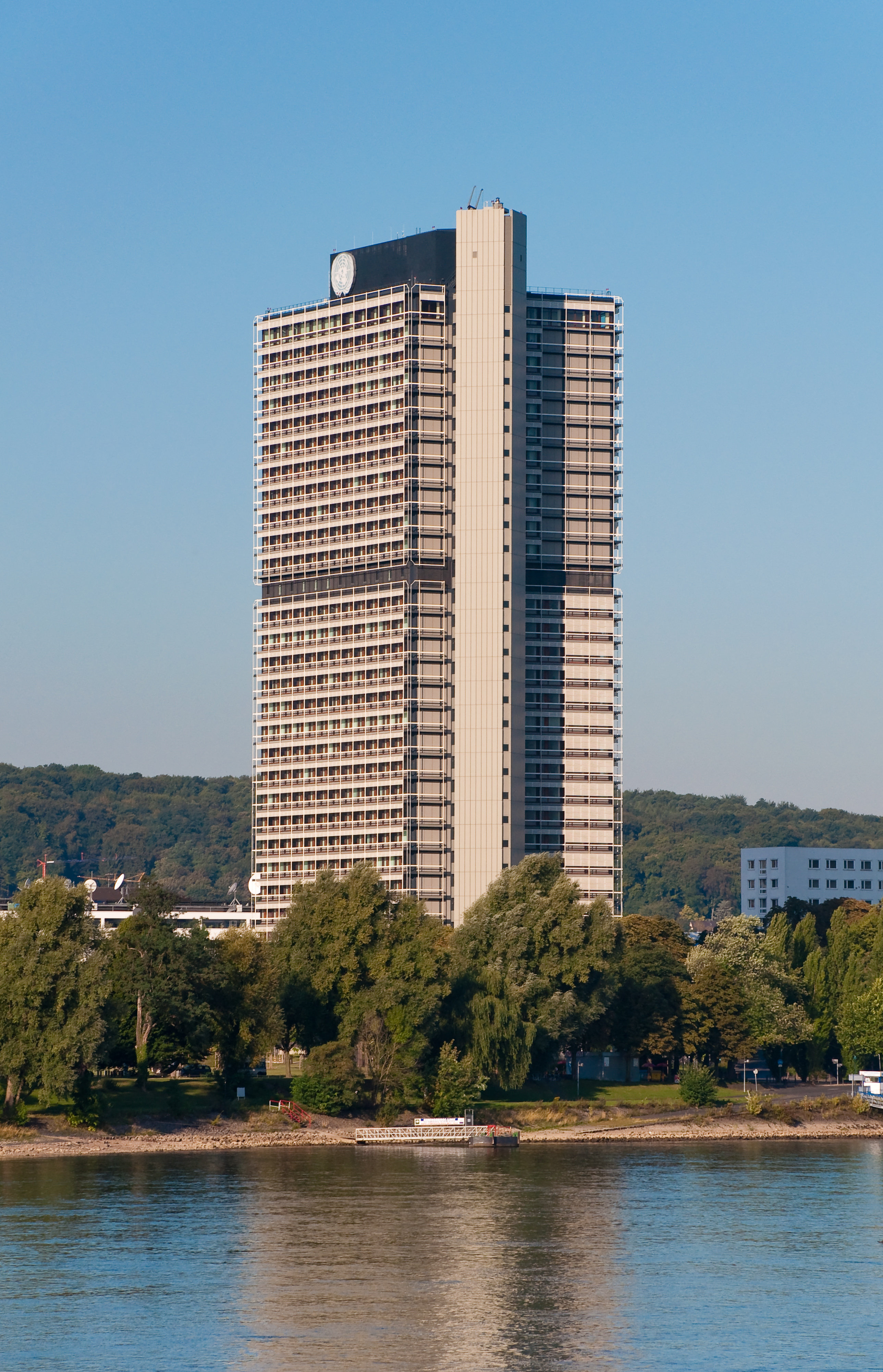
El Edificio llamado "Langer Eugen". Sede de la ONU en Bonn, Alemania.

La Convención ha sido ratificada por 195 estados más la Unión Europea. Todos los Estados miembros de la ONU son partes en la convención. La convención no se aplica a Aruba, Curazao, San Martín y Caribe Neerlandés (Reino de los Países Bajos), o para Gibraltar, la Isla de Man, Guernsey y Jersey (Reino Unido).
Un Estado ratificado -Canadá- ha anunciado su retirada de la convención. Los Estados no miembros de las Naciones Unidas que han ratificado la Convención son las Islas Cook y Niue. La Santa Sede y los estados con reconocimiento limitado no son partes.

## Secretaría Ejecutiva de la Convención
La secretaría permanente de la Convención –que se configuró como tal durante la primera Conferencia de las Partes (COP1)- se encuentra ubicada en Bonn, Alemania, en el campus de las Naciones Unidas.
La función de la Secretaría es la de gestionar las sesiones de la COP y de sus órganos subsidiarios (establecidos por la Convención) y administrarles los servicios que éstos requieran. Una de las labores primordiales de la Secretaría es la de recopilar y transmitir los informes que recibe.
La Secretaría también ofrece asistencia a las Partes en vías de desarrollo afectados, particularmente a aquellos de África. Esto es importante a la hora de recopilar la información y los informes solicitados por la Convención.
Las actividades de la CNULD están coordinadas con las secretarías de otros relevantes cuerpos y convenciones internacionales, entre los que se encuentran la Convención Marco de las Naciones Unidas sobre el Cambio Climático (CMNUCC) y la Convención sobre la Diversidad Biológica (CDB) quienes, junto con la CNULD, forman las llamadas “hermanas de Río”, ya que surgieron de las negociaciones de Río, en la comúnmente llamada “Cumbre de la Tierra”.

## Conferencia de las Partes (COP)
La COP fue establecido por la Convención como órgano decisorio supremo, comprende gobiernos ratificantes y organizaciones de integración económica regional, como la Unión Europea. La COP supervisa la aplicación de la Convención. La Conferencia es el órgano supremo de la Convención: establece las decisiones que posteriormente se llevarán a cabo e integra las ratificaciones hechas por todos los gobiernos.
Once son las conferencias que se han celebrado hasta la fecha:
| Cumbre | Año  | Ciudad       | País Sede       |
| ------ | ---- | ------------ | --------------- |
| COP1   | 1997 | Roma         | Italia          |
| COP2   | 1998 | Dakar        | Senegal         |
| COP3   | 1999 | Recife       | Brasil          |
| COP4   | 2000 | Bonn         | Alemania        |
| COP5   | 2001 | Ginebra      | Suiza           |
| COP6   | 2003 | La Habana    | Cuba            |
| COP7   | 2005 | Nairobi      | Kenia           |
| COP8   | 2007 | Madrid       | España          |
| COP9   | 2009 | Buenos Aires | Argentina       |
| COP10  | 2011 | Changwon     | Corea del Sur   |
| COP11  | 2013 | Windhoek     | Namibia         |
| COP12  | 2015 | Ankara       | Turquía         |
| COP13  | 2017 | Ordos        | China           |
| COP14  | 2019 | Nueva Delhi  | India           |
| COP15  | 2022 | Abiyán       | Costa de Marfil |
| COP16  | 2024 | Riad         | Arabia Saudita  |

## Comité para el Examen de la Aplicación de la Convención (CRIC)
El Comité para el Examen de la Aplicación de la Convención (CRIC), por sus siglas en inglés) es el organismo que asiste a la Conferencia de las Partes en el examen regular de la puesta en práctica de la Convención. Fue establecido por primera vez en la COP 5 como órgano subsidiario regular de la COP.
Los Estados Partes en la COP 9 adoptaron nuevos Términos de Referencia del CRIC y decidieron que se convirtiera en un órgano subsidiario permanente de la COP. De acuerdo con su mandato, el CRIC asistirá a la COP en el examen de la aplicación de la Convención en virtud de la autoridad y orientación de la COP y como parte integrante de la Revisión del Desempeño y Evaluación del Sistema de Ejecución.

## Punto Focal
Cada Parte de la Convención nombra a un Punto Focal. Ésta es un representante para trabajar como nexo de unión entre la Convención y la Secretaría, así como para desempeñar la labor de asistente en el trabajo intersesional.

## Comité de Ciencia y Tecnología (CCT)
La CNULD ha creado un Comité de Ciencia y Tecnología (CCT) integrado por representantes gubernamentales. El CCT asesora a la COP sobre aspectos científicos y tecnológicos y reúne, analiza y examina datos de interés. Así, el CCT actúa de enlace entre la COP y la comunidad científica, tratando de obtener cooperación y utilizando los servicios e información proporcionados por los organismos competentes de ámbito nacional, internacional y no gubernamental. La creación de capacidad, la educación y la formación son esenciales en los países en desarrollo para que los propios afectados por la desertificación luchen contra ella.
Con el fin de aumentar la eficiencia y la efectividad del CCT, la COP estableció un Grupo de Expertos (GdE), que desarrolla estrategias de comunicación entre sus propias actividades, el usuario final y la comunidad investigadora y lleva a cabo una metodología integradora de evaluación para la pobreza y la degradación de la tierra entre otras actividades.

## Programas de Acción para luchar contra la desertificación
La labor de la CNULD se pone en práctica mediante Programas de Acción Nacional (PAN), un instrumento clave para la aplicación de la Convención. Estos programas esbozan estrategias a largo plazo y se formulan con la participación activa de las comunidades locales. Existen, además, los Programas de Acción Subregional (PASR) y Regional (PAR), que ayudan a armonizar y reforzar los programas nacionales. Se trata de un desarrollo participativo fundamentado en un método “desde abajo hasta arriba”, es decir, los programas de lucha contra la desertificación se originan en el ámbito local y se basan en esta participación específica.
La CNULD responde al propósito de facilitar una alianza de largo alcance para el desarrollo sostenible de los ecosistemas de tierras secas vulnerables y, a tal efecto, de mejorar la canalización e inversión de ayuda oficial al desarrollo. La Convención se fundamenta en la enseñanza del pasado y expresa un consenso internacional con respecto a un marco de actuación integrado.

## Mecanismo Mundial (MM)
El Mecanismo Mundial (MM) apoya a la COP a promover la financiación de las actividades programadas en el marco de la Convención. No se encarga de obtener o administrar fondos, sino que alienta y asesora a donantes, beneficiarios, bancos de desarrollo, ONG, etc. a movilizar recursos financieros y destinarlos a donde más se necesiten.
Desde que inició sus actividades en 1998, el MM ha estado bajo el amparo del Fondo Internacional para el Desarrollo Agrícola (FIDA), una de las principales instituciones financieras internacionales en el fomento de pequeños agricultores y en "dar a la población rural pobre la posibilidad de salir de la pobreza".